# Thamnochortus lucens
Thamnochortus lucens är en gräsväxtart som först beskrevs av Jean Louis Marie Poiret, och fick sitt nu gällande namn av Hans Peter Linder. Thamnochortus lucens ingår i släktet Thamnochortus och familjen Restionaceae. Inga underarter finns listade i Catalogue of Life.